# キャラバンコーヒー
キャラバンコーヒー（英: CARAVAN COFFEE）は、ユニマットグループの株式会社ユニマットキャラバンが運営するコーヒーショップチェーンである。

## 概要
1928年（昭和3年）に横浜馬車道でミカドヤ商店として開業した。当時は、自家焙煎のコーヒーを扱う店舗は横浜でも珍しかったという。
創業者である永田一郎はコーヒーの魅力に魅せられ、独学で研究を重ね、独自の焙煎方法やブレンドによるコーヒーの開発を進め完成させたのが、『キャラバン(Caravan)』である。
『キャラバン』の命名の由来は、東アフリカやアラビア半島で収穫されたコーヒーがラクダに積まれ、隊商(キャラバン)によって運ばれていくイメージを、当時の日本人にとって新しい飲み物であったコーヒーを啓蒙、販売していく道程に重ねたものだという。
1930年代に入るとコーヒーは最初のブームを迎え、大都市にはコーヒー店が増え、一般市民にも身近なものとなりつつあった。
しかし、1938年には戦時下体制の強化によりコーヒーの輸入が規制されはじめ、ミカドヤ商店は1944年に営業を中断した。
終戦後、本社を山下町に移し1947年（昭和22年）に営業を再開した。1950年（昭和25年）にはコーヒーの輸入が再開し、1960年（昭和35年）の輸入完全自由化とともに日本のコーヒー産業は急速に発展し、1970年（昭和45年）にミカドヤ商店は「キャラバンコーヒー株式会社」として新たなスタートを切った。

## 沿革
- 1928年（昭和3年） - 横浜馬車道に食料品店としてミカドヤ商店を開業。店内でコーヒーを焙煎して販売した。
- 1937年（昭和12年） - キャラバン缶詰コーヒーをドイツ向けに輸出。
- 1944年（昭和19年） - 戦争のためコーヒーの輸入が途絶え業務を中断。
- 1947年（昭和22年） - 本社を横浜山下町に移し営業再開。
- 1956年（昭和31年） - 西ドイツから高速熱風を輸入。
- 1970年（昭和45年） - 西ドイツのプロバット社から全自動の焙煎機を輸入。
- 1971年（昭和46年） - 社名をミカドヤ商店からキャラバンコーヒー株式会社に変更。東京都国立市に挽き売りコーナー第一号店を出店。
- 1980年（昭和55年） - 横浜市金沢区に無公害焙煎工場が完成。
- 2001年（平成13年） - グアテマラ・カップオブエックセレンスオークションで2農園のコーヒーを落札。
- 2006年（平成18年） - 東京都港区南青山に本社を移転。社名をユニマットキャラバン株式会社に変更。
- 2014年（平成26年） - 社名を株式売社ユニマットプレシャスに変更[1]。
- 2017年（平成29年）10月1日 - キャラバン事業を株式会社ベルグの四月へ譲渡。同時に商号を株式会社ユニマットキャラバンへ変更[2][3]。